# Jury Ljadau
Jury Ljadau (belarussisch Юры Лядаў, engl. Transkription Yury Liadau; * 3. Dezember 1987 in Minsk, Weißrussische Sozialistische Sowjetrepublik, Sowjetunion) ist ein belarussischer Biathlet.

## Leben
Jury Ljadau lebt und trainiert in Minsk und startet für Dinamo Minsk. 2000 begann er mit dem Biathlonsport und bestritt 2003 im Rahmen des Biathlon-Europacups der Junioren seine ersten internationalen Rennen. Die Junioren-Weltmeisterschaften 2005 in Kontiolahti wurden zur ersten internationalen Meisterschaft des Belarussen. Er trat einzig im Einzel an, in dem er 52. wurde. Bei der Junioren-WM 2006 in Presque Isle startete Ljadau in allen möglichen vier Rennen. Er erreichte dort die Ergebnisse Rang 13. im Einzel, 31 im Sprint und 37 in der Verfolgung. Mit Ihar Tabola und Jauhen Abramenka gewann er im Staffelrennen die Bronzemedaille hinter den Staffeln aus Russland und Österreich. Es folgte die Teilnahme an den Sommerbiathlon-Weltmeisterschaften 2006 in Ufa, bei denen Ljadau in den Juniorenrennen auf Skirollern Platz 16 im Sprint und 14 in der Verfolgung erreichte. In der folgenden Saison nahm er in Martell erneut an den Junioren-Weltmeisterschaften teil und wurde 73. des Sprints und Neunter mit der Staffel. Zu mehr Einsätzen kam er bei den Biathlon-Europameisterschaften 2007 der Junioren in Bansko. Im Einzel kam er auf den 33. Platz, wurde 34. im Sprint und verpasste als Vierter mit der Staffel knapp eine Medaille.
Bei den Männern wurde Ljadau erstmals international 2008 im Biathlon-Europacup eingesetzt. Seine ersten Rennen bestritt er in Cesana San Sicario und wurde 47. des Sprints und 42. des Einzels. Als 23. bei einem Verfolgungsrennen in Martell erreichte er seine bislang beste Platzierung. In Ruhpolding lief der Belarusse 2009 in einem Staffelwettkampf sein erstes Rennen im Biathlon-Weltcup, bei dem die Belarussische Staffel 19. wurde. Das erste Einzelrennen, ein Einzel, bestritt er 2010 in Antholz und wurde 71. Damit erreichte Ljadau sein bislang bestes Weltcup-Resultat. In Ufa nahm er 2009 an seinen ersten internationalen Meisterschaften, den Europameisterschaften, teil und lief auf die Ränge 38 im Einzel, 23 im Sprint, beendet das Verfolgungsrennen nicht und kam mit Jauheni Schuleu, Uladsimir Miklascheuski und Jewgeni Markaschanski als Schlussläufer im Staffelrennen auf den zehnten Platz. Bei den Biathlon-Europameisterschaften 2010 in Otepää kam Ljadau einzig an der Seite von Uladsimir Tschapelin, Schuleu und Wital Zwetau als Startläufer der Staffel zum Einsatz und wurde mit dieser Elfter. In der Saison 2011/12 machte er einen Leistungssprung. Zunächst verbesserte er in seine Bestleistung im IBU-Cup bis auf einen 14. Rang in einem Einzel in Annecy. Im Weltcup gewann er 2012 bei einem Sprint in Oberhof als 30. in seinem erst vierten Weltcuprennen (nicht mitgezählt seine Staffeleinsätze) erste Punkte.
Es dauerte drei Jahre, bis er sich an selber Stelle 2015 als Elfter seine Bestleistung erneut verbessern konnte. Zuvor nahm er 2014 in Sotschi an seinen ersten Olympischen Winterspielen teil und wurde 57. des Sprints, 56. der Verfolgung und Staffel-13.

## Biathlon-Weltcup-Platzierungen
Die Tabelle zeigt alle Platzierungen (je nach Austragungsjahr einschließlich Olympische Spiele und Weltmeisterschaften).
- 1.–3. Platz: Anzahl der Podiumsplatzierungen
- Top 10: Anzahl der Platzierungen unter den ersten zehn (einschließlich Podium)
- Punkteränge: Anzahl der Platzierungen innerhalb der Punkteränge (einschließlich Podium und Top 10)
- Starts: Anzahl gelaufener Rennen in der jeweiligen Disziplin
- Staffel: inklusive Mixed- und Single-Mixed-Staffeln

| Platzierung         | Einzel | Sprint | Verfolgung | Massenstart | Staffel | Gesamt |
| ------------------- | ------ | ------ | ---------- | ----------- | ------- | ------ |
| 1. Platz            |        |        |            |             |         |        |
| 2. Platz            |        |        |            |             |         |        |
| 3. Platz            |        |        |            |             |         |        |
| Top 10              |        |        |            |             | 7       | 7      |
| Punkteränge         | 3      | 7      | 4          | 2           | 21      | 37     |
| Starts              | 10     | 34     | 11         | 2           | 21      | 78     |
| Stand: Karriereende |        |        |            |             |         |        |